# 1 + 1
1 + 1 je studijski album ameriškega pianista Herbieja Hancocka in saksofonista Waynea Shorterja, ki je izšel leta 1997 pri založbi Verve Records.

## Pregled
Album vsebuje 10 kompozicij, ki sta jih izvedla Hancock in Shorter, vključno s kompozicijo »Aung San Suu Kyi«, ki je bila poimenovana po burmejski demokratični aktivistki Aung San Suu Kyi, »Joanna's Theme«, ki je prvotno izšla na Hancockovem soundtracku filma Death Wish in »Diana«, ki je bila sprva posneta za Shorterjev album Native Dancer.

## Sprejem
Richard S. Ginell je v recenziji za spletni portal AllMusic zapisal: »Hancockov klavir izvaja dolge kompleksne harmonije najbolj intelektualne sorte, ki se občasno prelomijo v nekaj pretresenih odlomkov disonance. Njegova tehnika je v dobri formi, Shorter pa odgovarja z dolgimi okretnimi melodijami, hitrimi odgovori na Hancockove vezi in občasne boleče izlive čustev.«

## Seznam skladb
| Št. | Naslov                      | Pisec            | Dolžina |
| --- | --------------------------- | ---------------- | ------- |
| 1.  | „Meridianne – A Wood Sylph‟ | Shorter          | 6:09    |
| 2.  | „Aung San Suu Kyi‟          | Shorter          | 5:45    |
| 3.  | „Sonrisa‟                   | Hancock          | 6:26    |
| 4.  | „Memory of Enchantment‟     | Michiel Borstlap | 6:20    |
| 5.  | „Visitor from Nowhere‟      | Hancock, Shorter | 7:44    |
| 6.  | „Joanna's Theme‟            | Hancock          | 5:22    |
| 7.  | „Diana‟                     | Shorter          | 5:32    |
| 8.  | „Visitor from Somewhere‟    | Hancock, Shorter | 9:04    |
| 9.  | „Manhattan Lorelei‟         | Hancock, Shorter | 7:22    |
| 10. | „Hale Bopp, Hip-Hop‟        | Hancock          | 1:51    |

## Glasbenika
- Herbie Hancock – klavir
- Wayne Shorter – sopranski saksofon